# ماروشکا
ماروشکا (به لاتین: Marushka) یک منطقهٔ مسکونی در روسیه است که در سرزمین آلتای واقع شده‌است.